# Phylloceras
Phylloceras is een uitgestorven geslacht van mollusken dat leefde van het Vroeg-Jura tot het Laat-Krijt.

## Beschrijving
Deze ammoniet had een involute, zijdelings afgeplatte schelp met een regelmatig gewelfde schelpopening. De opvallend kronkelige sutuurlijnen waren karakteristiek voor dit geslacht. Ze waren bijna glad of slechts versierd met groeilijnen. De diameter van de schelp bedroeg ongeveer 10 cm.

## Leefwijze
Dankzij het gestroomlijnde profiel van de schelp en de afgeronde buikzijde kon dit dier zich met behulp van een waterstraal, die onder hoge druk werd uitgespoten, tamelijk snel voortbewegen.